# Referendumul din Kârgâzstan, 2021
Referendumul kârgâz din 2021 a avut loc pe 10 ianuarie 2021 pentru a permite poporului din Kârgâzstan să voteze pentru menținerea regimului parlamentar în vigoare sau trece la un regim prezidențial.
Opțiunea de a trece la un sistem prezidențial a câștigat cu o mare majoritate de 81,29%, validată de rata de participare de 33,08%, care abia depășește cvorumul necesar.